# Millî Görüş
Millî Görüş (Punto di vista nazionale in turco) è un movimento politico e sociale islamista turco, nato tra gli anni 1960 e 1970 dalle idee di Necmettin Erbakan. Emerso negli ambienti della confraternita naqshbandi, il movimento diede vita a una serie di partiti politici, tra i quali il Partito dell'Ordine Nazionale, il Partito della Salvezza Nazionale, il Partito del Benessere, il Partito della Virtù e il Partito della Felicità, i quali riscossero un importante successo tra le classi più popolari, religiose e tradizionaliste e che sfidarono il monopolio politico dell'elite kemalista. In seno al Millî Görüş nacque il Partito della Giustizia e dello Sviluppo.
Il movimento è oggi attivo tra le comunità turche in Europa occidentale, soprattutto in Germania, ma anche in Francia, Paesi Bassi, Austria, Italia e in altri paesi europei per un totale di oltre 500000 membri. A Milano si è adoperato nel 2013 per la costruzione della prima moschea cittadina.